# Antonio Isopi

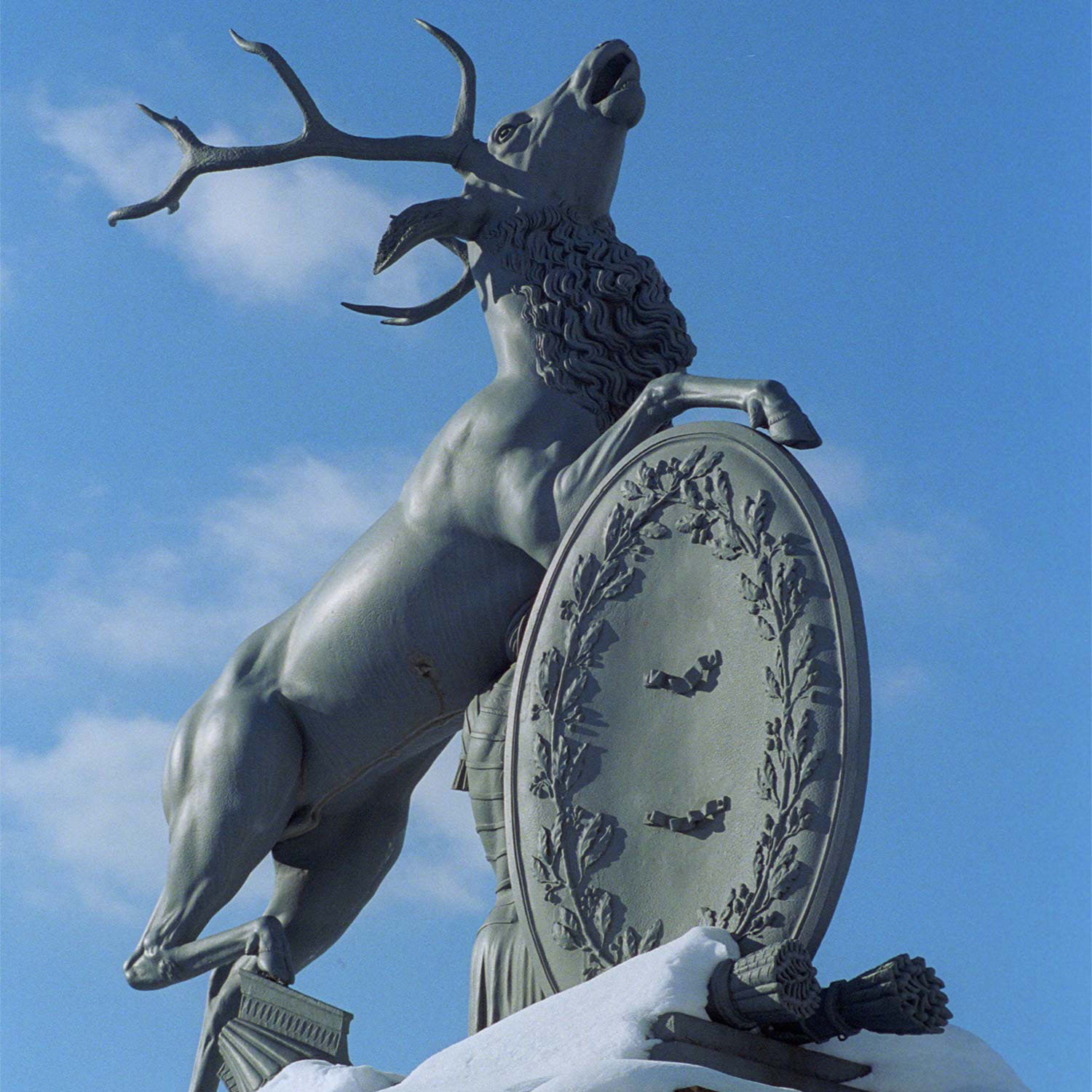

Antonio Isopi (5 de fevereiro de 1758 – 3 de outubro de 1833) foi um escultor alemão.